# Vali (naslov)
Vali (iz arabskega والي Wālī) je uradniški naslov, ki se je v islamskem svetu, vključno s Kalifatom in Osmanskim cesarstvom, uporabljal za naslavljanje guvernerjev upravnih enot. Še vedno je v rabi v nekaterih državah, na katere sta vplivali arabska ali islamska kultura. Upravna enota v pristojnosti valija se je imenovala vilaja, v Osmanskem cesarstvu pa vilajet.
Naslov se trenutno nanaša tudi na ceremonialnega vodjo Bangsamora, večinsko muslimanske avtonomne regije na Filipinih.

## Alžirija
V Alžiriji je vali guverner in načelnik uprave ene od 58 provinc. Izbira ga predsednik države.

## Iran
V Iranu je bil vali generalni guverner ali lokalni upravitelj pomembne province. Med vladavino Safavidov (1501-1722) so naslov podeljevali vladarjem gruzijskega Kraljestva Kartli in Kaheti, kurdskega emirata Ardalan in poglavarjema provinc Lorestan in Huzestan v zahodnem Iranu. Položaj je bil deden, naslov vali pa enakovreden naslovu bejlerbejlik v Safavidski Perziji. Naloga valijev je bila varovati iranske zahodne meje pred vdori tujcev. Med vladanjem Kadžarjev (1785-1925) je Gruzijo osvojila Rusija in dedne guvernerje zamenjala z uradniki, ki jih je izbrala ruska osrednja oblast. Ti uradniki so prihajali večinoma iz vrst carskih princev in ruskih uglednikov. Vali Azerbajdžana, na primer, je bil tradicionalno kronski princ.

## Osmansko cesarstvo
Osmanski naslov vali se običajno prevaja kot generalni guverner. V Osmanskem cesarstvu je bil vali najpogostejša vrsta guvernerja, zadolžen za vilajet. Vali je bil pogosto vojaški častnik, na primer paša.

## Sultanat Oman
Ko je bila Mombasa. Kenija, pod omansko oblastjo, je omanski sultan imenoval mestnega guvernerja, ki so ga meščani imenovali livali. Izraz vali je v Omanu še vedno v rabi za označevanje naselij, kot je eksklava Wilayat Madha na križišču poti med Madamom v emiratu Šardža in Hatto v Dubaju v Združenih arabskih emiratih. Mnogo vladarjev Dogovornega Omana je imenovalo valije, ki so v njihovem imenu upravljali izbrana mesta. Med njimi so bili tudi sužnji.

## Maroko
V Maroku se po reformi državne uprave leta 1997 naslov vali uporablja za guvernerja ene od  dvanajstih regij.

## Pakistan
V Pakistanu se z vali naslavljejo vladarji nekdanje kneževine Swat.

## Filipini
Na Filipinih je vali naslovni načelnik Avtonomne regije Bangasoro na muslimanskem otoku Mindanao. Vali ima ceremonialne funkcije in pooblastila, na primer kot nadzornik morale in funkcionar, ki sklicuje in razpušča parlament.

## Tunizija
V Tuniziji je vali guverner in načelnik uprave ene od 24 provinc. Imenuje ga predsednik države.

## Turčija
V Turčiji je vali giverner ene od 81 turških provinc. Nominira ga minister za notranje zadeve, potrdi pa predsednik države. Vali nadzira delovanje državnih funkcij, kot sta varnost in provincialni sveti. Od leta 1987 do 2002 je obstajal tudi tako imenovani super vali, ki je nadziral valije 13 provinc v jugovzhodni Anatoliji.